# Tarocco Bolognese

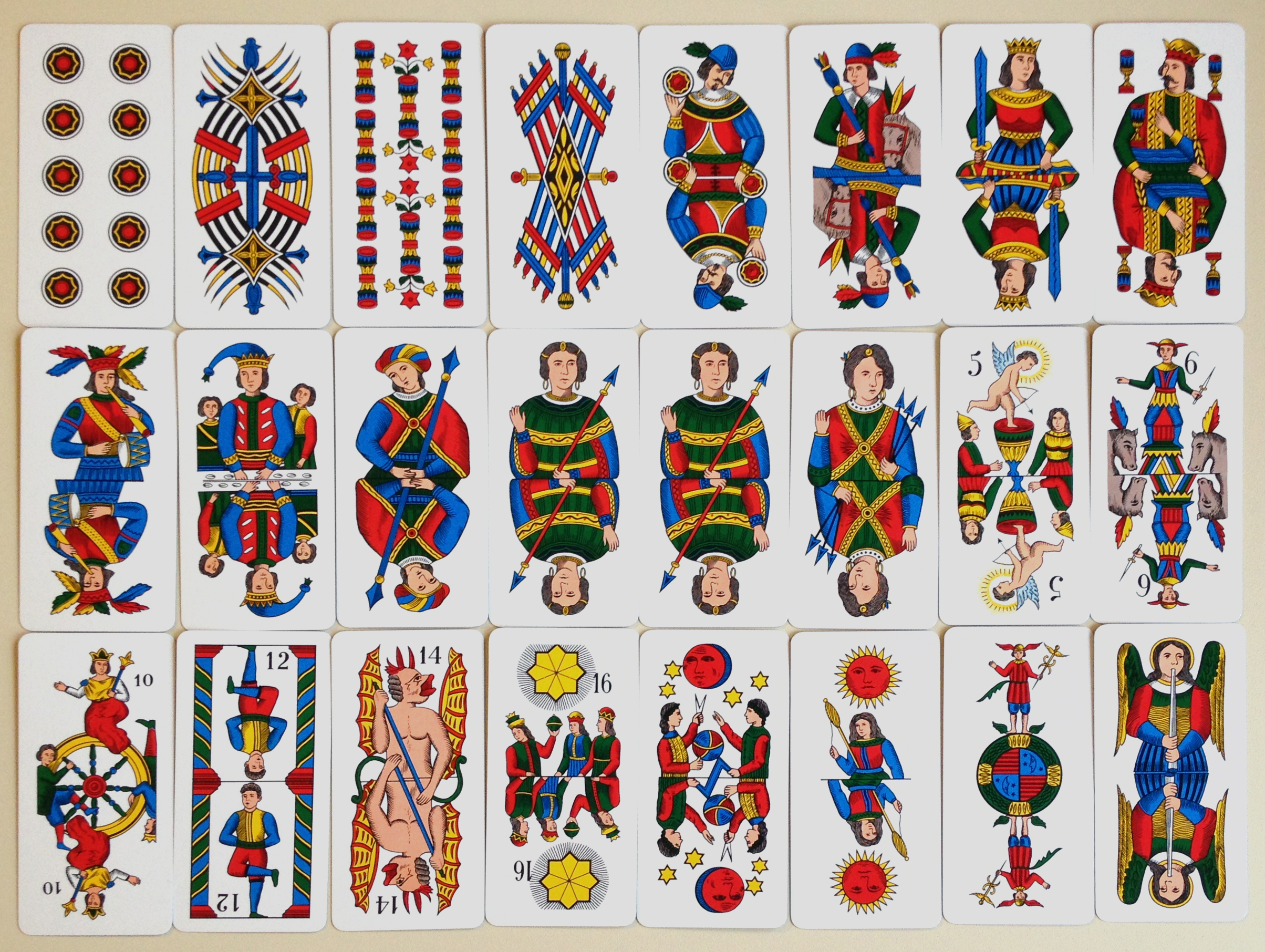
Modernes Blatt von Dal Negro.

Das Tarocco Bolognese ist ein in Bologna gefundenes Tarockblatt, mit dem Tarocchini, eine Familie italienischer Tarockspiele, gespielt wird. Es besteht aus 62 Karten mit italienischen Farben, die die Entwicklung des Tarocco Siciliano und des veralteten Minchiate-Decks beeinflusste.

## Geschichte
Die erste Erwähnung von Tarocchi im Zusammenhang mit Bologna stammt aus dem Jahr 1442, als ein Bologneser Kaufmann in der Stadt Ferrara zwei Kartenspiele Trionfi verkaufte. Die erste bekannte Erwähnung von Trionfi in Bologna selbst stammt aus dem Jahr 1459. Eine lokale Überlieferung aus dem 17. Jahrhundert schreibt die Erfindung des Tarots Prinz Francesco Antelminelli Castracani Fibbia (1360–1419) zu, dem Urenkel von Castruccio Castracani. Dies ist eines der ältesten noch verwendeten Karten-Decks und stammt mindestens aus dem 15. Jahrhundert. Die ältesten erhaltenen ungeschnittenen Kartenbogen aus dem späten 15. oder frühen 16. Jahrhundert befinden sich in der Rothschild-Sammlung im Louvre und in der École nationale supérieure des Beaux-Arts. Es handelt sich um eine Erweiterung des bereits existierenden Bologneser Blatts um die Hinzufügung von Königinnen, dem Narren und einer zusätzlichen Farbe mit 21 Trumpfkarten. Im 16. Jahrhundert begannen sich die Karten des normalen und des Tarockspiels voneinander zu unterscheiden. Beim Tarocco-Satz wurden die Zahlenkarten Daus bis Fünf entfernt, wodurch die Anzahl der Karten von 78 auf die aktuellen 62 reduziert wurde, möglicherweise um das Spiel zu vereinfachen. Beim normalen Satz wurden die Achter, Neuner und Zehner entfernt, um das 40-Karten-Blatt zu erstellen, da sie zum Spielen von Primiera nicht benötigt werden. Alle gemeinsamen Karten ähneln sich zwar, sind aber nicht identisch.
Das Taroccoblatt erfuhr anschließend einige weitere Modifikationen. Die kaiserlichen und päpstlichen Trümpfe, die zuvor gleichen Rangs waren, wurden 1725 in vier Mauren umgewandelt, von denen zwei identisch sind. Später in diesem Jahrhundert wurden die Bildkarten und Trumpfkarten beidseitig verwendbar, und die meisten Trumpfkarten erhielten arabische Ziffern. Keine der Karten ist beschriftet, nur die Trumpfkarten 5 bis 16 sind nummeriert.
Historisch waren dieses Blatt und seine Spiele auf die Stadt Bologna beschränkt, doch gibt es in Frankreich und Belgien Kartenspiele, die Spuren von Designs aufweisen, die vom Tarocco Bolognese übernommen wurden. Auch im heutigen Piemont werden Tarockspiele gespielt, die den Einfluss der Tarocchini zeigen. In den meisten Spielen mit dem Tarocco Piemontese behandeln die Spieler Trumpf 20 höher als 21, was darauf hindeutet, dass der Engel in Bologneser Spielen die Welt übertrifft. Es gibt auch regionale Spiele im Piemont, bei denen Zahlenkarten entfernt und die kaiserlichen und päpstlichen Trümpfe gleich behandelt werden. Der einzige erhaltene Bericht über ein in Ferrara gespieltes Tarockspiel zeigt, dass es sich um ein Tarocchini-Spiel für drei Spieler handelte. Das Tarocco Bolognese ist auch das älteste Tarockblatt, das im Kartenlegen verwendet wurde, und ist mindestens dreißig Jahre älter als de Gébelin und Etteilla.

## Farben
Die Reihenfolge in den langen
Farben (Schwerter und Stäbe) ist König (höchste Karte), Dame, Cavall, Bube, 10 bis 6 und Ass (niedrigste Karte). In den runden Farben Kelche und Münzen ist die Reihenfolge König (höchste Karte), Dame, Cavall, Bube, Ass und 6 bis 10 (niedrigste Karte).

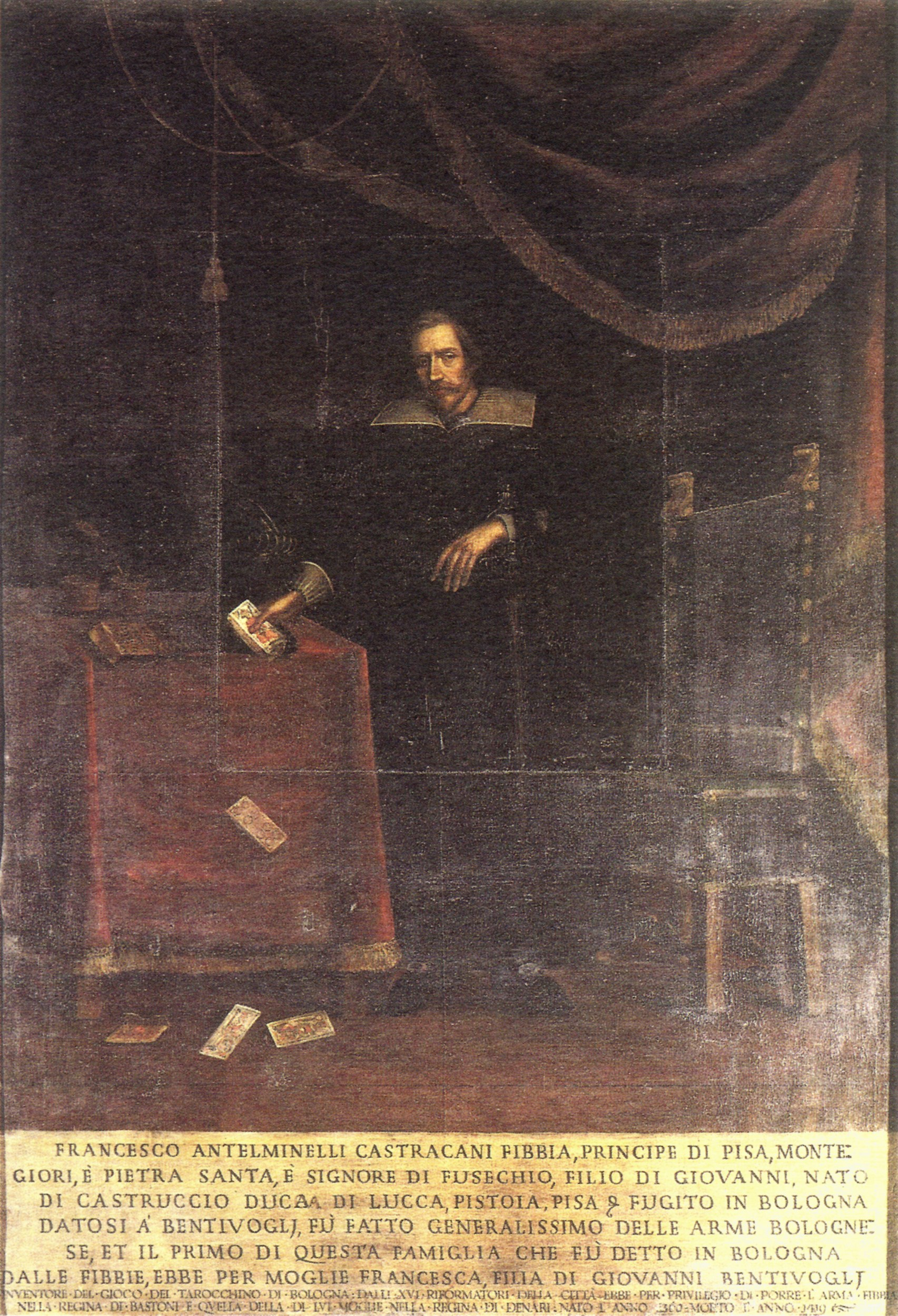
Porträt von Francesco Fibbia aus dem 17. Jahrhundert mit einigen Karten.

Die Trumpfkarten lauten wie folgt:
| Trumpf | Name der Karte         |
| ------ | ---------------------- |
| (20)   | Engel (Angelo)         |
| (19)   | Welt (Mondo)           |
| (18)   | Sonne (Sole)           |
| (17)   | Mond (Luna)            |
| 16     | Stern (Stella)         |
| 15     | Blitz (Saetta)         |
| 14     | Teufel (Diavolo)       |
| 13     | Tod (Morte)            |
| 12     | Verräter (Traditore)   |
| 11     | Alter Mann (Vecchio)   |
| 10     | Rad (Roda)             |
| 9      | Stärke (Forza)         |
| 8      | Gerechtigkeit (Giusta) |
| 7      | Mäßigkeit (Tempra)     |
| 6      | Streitwagen (Carro)    |
| 5      | Liebe (Amore)          |
| (1–4)  | vier Mauren (Moretti)  |
| (0)    | Magier (Begato)        |